# Ilex crassifolia
Ilex crassifolia är en järneksväxtart som beskrevs av William Jackson Hooker. Ilex crassifolia ingår i släktet järnekar, och familjen järneksväxter. Inga underarter finns listade i Catalogue of Life.